# Saurauia pentapetala
Saurauia pentapetala là một loài thực vật thuộc họ Actinidiaceae. Nó được tìm thấy ở Malaysia và Thái Lan.